# Spathulina acroleuca
Spathulina acroleuca är en tvåvingeart som först beskrevs av Ignaz Rudolph Schiner 1868.  Spathulina acroleuca ingår i släktet Spathulina och familjen borrflugor. Inga underarter finns listade i Catalogue of Life.